# Solectria Corporation

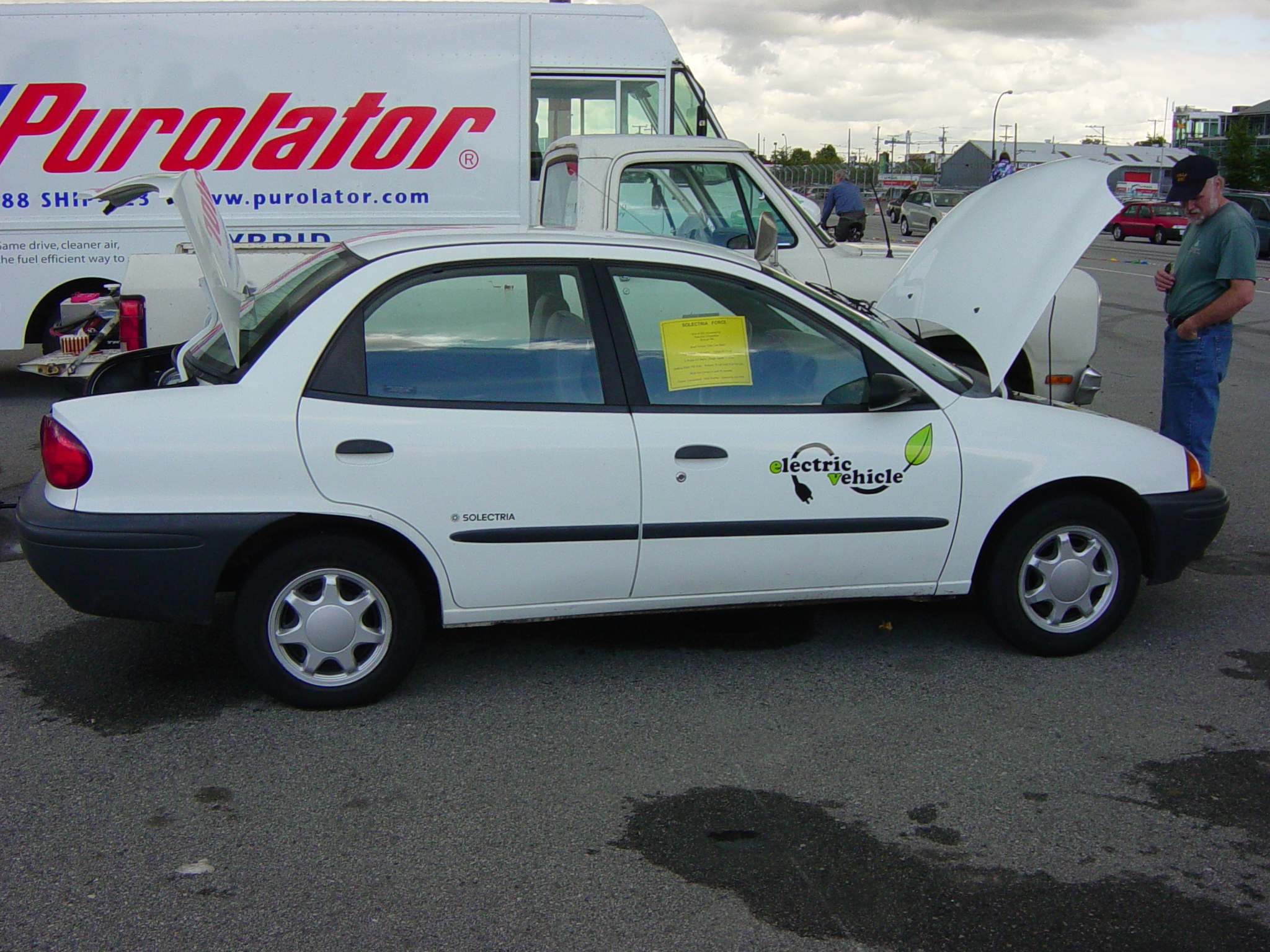
Solectria Force

Solectria – dawny amerykański producent elektrycznych samochodów osobowych z siedzibą w Woburn działający w latach 1989 – 2005.

## Historia
Przedsiębiorstwo Solectria Corporation zostało założone w 1989 roku w amerykańskim mieście Woburn przez małżeństwo Jamesa i Anity Warden. Za cel obrano skonstruowanie wydajnego samochodu elektrycznego, oferującego przede wszystkim wystarczająco długi zasięg. Wynikiem prac był model Sunrise pod postacią dwumiejscowego, futurystycznie stylizowanego modelu wyróżniającego się dużym, jak na ówczesne realia niszowej i słabo rozwiniętej technologii samohodów elektrycznych, zasięgiem 604 kilometrów.
W 1996 roku Solectria przedstawiła drugi model samochodu elektrycznego, tym razem będący jedynie konwersją gotowego, spalinowego modelu na pojazd elektryczny. Solectria Force powstała na bazie modelu Geo Metro w wersji sedan, powstając w liczbie ok. 400 sztuk przez rok, do 1997. 
Solectria Corporation funkcjonowała bez prezentowania kolejnych projektów do lutego 2005 roku, po czym wszystkie akcje po nieaktywnej spółce przejęło kanadyjskie Azure Dynamics Corporation.

## Modele samochodów

### Historyczne
- Sunrise (1995)
- Force (1996 – 1997)